# Софиевский сельский совет (Криворожский район)
Софиевский сельский совет (укр. Софіївська сільська рада; до 2016 года — Валовский сельский совет, укр. Валівська сільська рада) — входит в состав Криворожского района Днепропетровской области Украины.
Административный центр сельского совета находится в с. Софиевка.

## Населённые пункты совета
- с. Софиевка
- с. Ивановка